# Nymphaea candida
Nymphaea candida är en näckrosväxtart som beskrevs av Karel Presl. Nymphaea candida ingår i släktet vita näckrosor, och familjen näckrosväxter. Inga underarter finns listade i Catalogue of Life.

## Bildgalleri

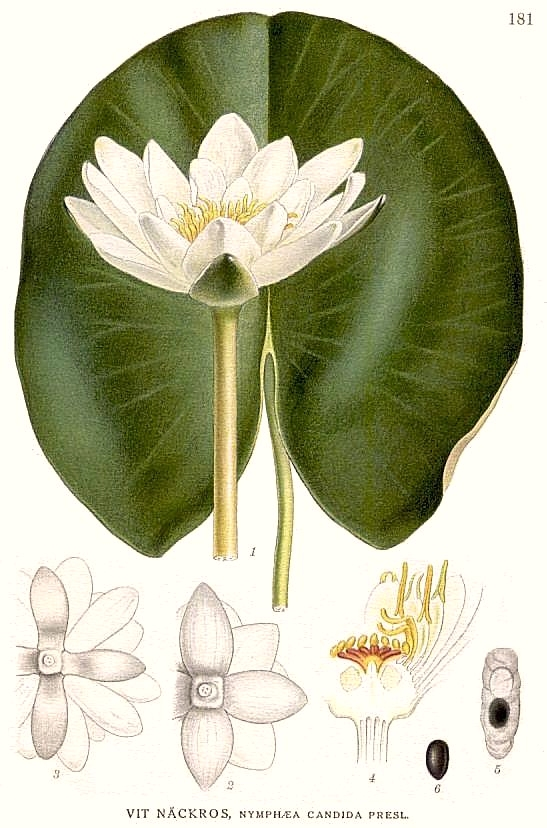